# Labelprinter

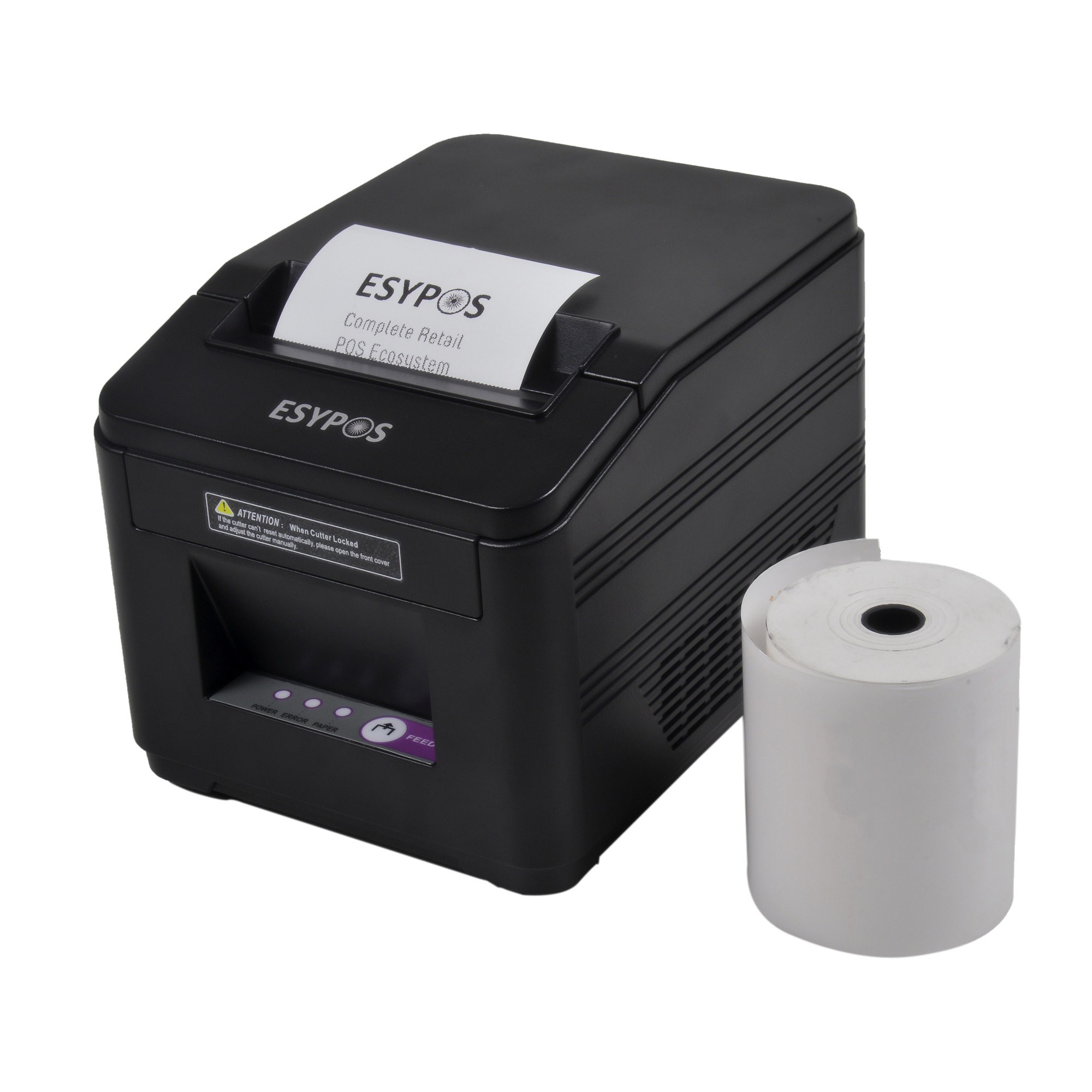
Labelprinter

Een labelprinter is een type printer die kan afdrukken op etiketten en visitekaartjes. Een los apparaat met ingebouwd toetsenbord en display wordt meestal een labelmaker genoemd.
Het grote verschil met een reguliere printer is dat labelprinters een apart mechaniek hebben voor opgerold papier en voor het afsnijden van etiketten.
Labelprinters kunnen overal worden toegepast, maar zijn specifiek in het gebruik in magazijnen, op logistieke plekken, winkels, inpakafdelingen en voor inventarisatie.
Een labelprinter is een speciaal type printer die ontworpen is om etiketten en kleine kaartjes te bedrukken. In tegenstelling tot een gewone printer is een labelprinter uitgerust met een mechanisme om te werken met rollen etiketten in plaats van losse vellen papier. Bovendien beschikken labelprinters vaak over een ingebouwd snijmechanisme om etiketten op maat af te scheuren.
Technisch gezien maken de meeste labelprinters gebruik van thermische printtechnologie. Direct thermische printers printen door warmte rechtstreeks op speciaal thermisch papier, terwijl thermotransferprinters een inktlint gebruiken om een duurzame print op verschillende soorten materialen te maken. Hierdoor zijn de labels bestand tegen slijtage, vocht en chemicaliën, wat essentieel is in industriële toepassingen.
Labelprinters worden breed ingezet in diverse sectoren zoals logistiek, waar ze helpen bij het snel en foutloos labelen van producten en pakketten met barcodes en verzendinformatie. In de gezondheidszorg zorgen ze voor correcte patiëntidentificatie en medicatiebeheer, terwijl ze in winkels en magazijnen zorgen voor voorraadbeheer en prijscommunicatie. Ze worden ook gebruikt voor toegangscontrole, bijvoorbeeld voor het printen van badges.
Moderne labelprinters beschikken over functies zoals draadloze connectiviteit, meervoudige kleurmogelijkheden, en software waarmee gebruikers eenvoudig labels kunnen ontwerpen met teksten, barcodes, symbolen en zelfs afbeeldingen. 